# Antoine Coëffier de Ruzé
Antoine Coëffier de Ruzé markiz Effiat (ur. 1581, zm. 27 lipca 1632 w La Petite-Pierre) – marszałek Francji.
W 1624 został wysłany do Anglii jako Ambasador Nadzwyczajny do prowadzenia negocjacji w sprawie zawarcia małżeństwa najmłodszej córki pary królewskiej, Henryki Marii, z księciem Walii Karolem. 9 czerwca 1626 został mianowany na stanowisko nadintendenta finansów. Podczas kampanii we Włoszech w 1630 roku został wysłany do wojska jako generał broni. Marszałkiem Francji został w styczniu 1631.
Zostawił kilka dzieł dotyczących polityki, wojskowości i finansów.